# Paul Henri Thiry d'Holbach
Il barone Paul Henri Thiry d'Holbach, nome francesizzato di Paul Heinrich Dietrich, barone di (von) Holbach (Edesheim, 8 dicembre 1723 – Parigi, 21 febbraio 1789), è stato un filosofo, enciclopedista, traduttore e divulgatore scientifico tedesco naturalizzato francese.
Fu autore, sotto lo pseudonimo di Jean-Baptiste Mirabaud (ripreso dal nome di Jean-Baptiste de Mirabaud), del Sistema della Natura e di altre opere filosofiche. A volte scrisse anonimo o utilizzò gli pseudonimi di Boulanger (da Nicolas-Antoine Boulanger) e di altri nomi, fra cui Fréret (da Nicolas Fréret); fu l'autore dell'opera Il buon senso che fu attribuita inizialmente dalla critica a Jean Meslier, in quanto d'Holbach ne riprendeva alcune argomentazioni. Solo lo scritto Tableau des Saints apparve con la sua vera firma di autore. D'Holbach scrisse molte delle sue opere con la collaborazione di Jacques-André Naigeon e degli enciclopedisti Denis Diderot (probabile revisore delle opere del barone) e Louis de Jaucourt.
Materialista e ateo, d'Holbach fu collaboratore e finanziatore dell'Encyclopédie di Diderot e d'Alembert, è stato una figura di spicco dell'Illuminismo radicale europeo. Massone, fu membro della Loge des Neuf Sœurs del Grande Oriente di Francia a Parigi (la stessa a cui si affiliò Voltaire nell'ultimo mese della sua vita, frequentata anche da Benjamin Franklin).
Nelle sue opere filosofiche, in particolare nel Système de la Nature ("Sistema della Natura") e nel Bon sens ("Il buon senso"), che ne è un'elaborazione semplificata, d'Holbach sviluppa una metafisica materialistica e deterministica, base teorica della sua costante e, a partire dalla seconda metà degli anni sessanta, virulenta polemica non solo anticlericale ma soprattutto anticristiana e antireligiosa. Nelle sue ultime opere, La politique naturelle e il Système social, d'Holbach propone un'etica sociale che nel suo radicale immanentismo, ovvero escludendo ogni remunerazione ultraterrena, si fonda su basi prettamente utilitaristiche.
D'Holbach nell'ambito dell'Illuminismo francese svolse un ruolo importante anche come divulgatore sia di opere di carattere scientifico, concernenti in particolare i suoi campi di specializzazione, la geologia e la chimica, provenienti dall'Inghilterra georgiana e da lui tradotte in francese, sia di carattere anticlericale e antireligioso. Riunì intorno a sé, accogliendola sia nella sua dimora parigina in rue Royale Saint-Roch (oggi rue des Moulins), sia nella sua dimora di campagna al Grandval, un'ampia cerchia di intellettuali tra cui figuravano non solo i principali collaboratori dell'Encyclopédie e begli spiriti parigini, ma anche alcune tra le personalità più spiccate della cultura europea settecentesca, tra cui gli illuministi David Hume, Condorcet, il citato Diderot e per un periodo anche Rousseau e Cesare Beccaria.

## Biografia

### La formazione olandese
Nato a Edesheim nel Palatinato, piccolo Stato tedesco ubicato sulla riva sinistra del Reno, da una famiglia di modesti borghesi, Paul Heinrich Dietrich vi ricevette il battesimo l'8 dicembre 1723, probabilmente a pochi giorni dalla nascita, la cui data esatta resta comunque inacclarata.

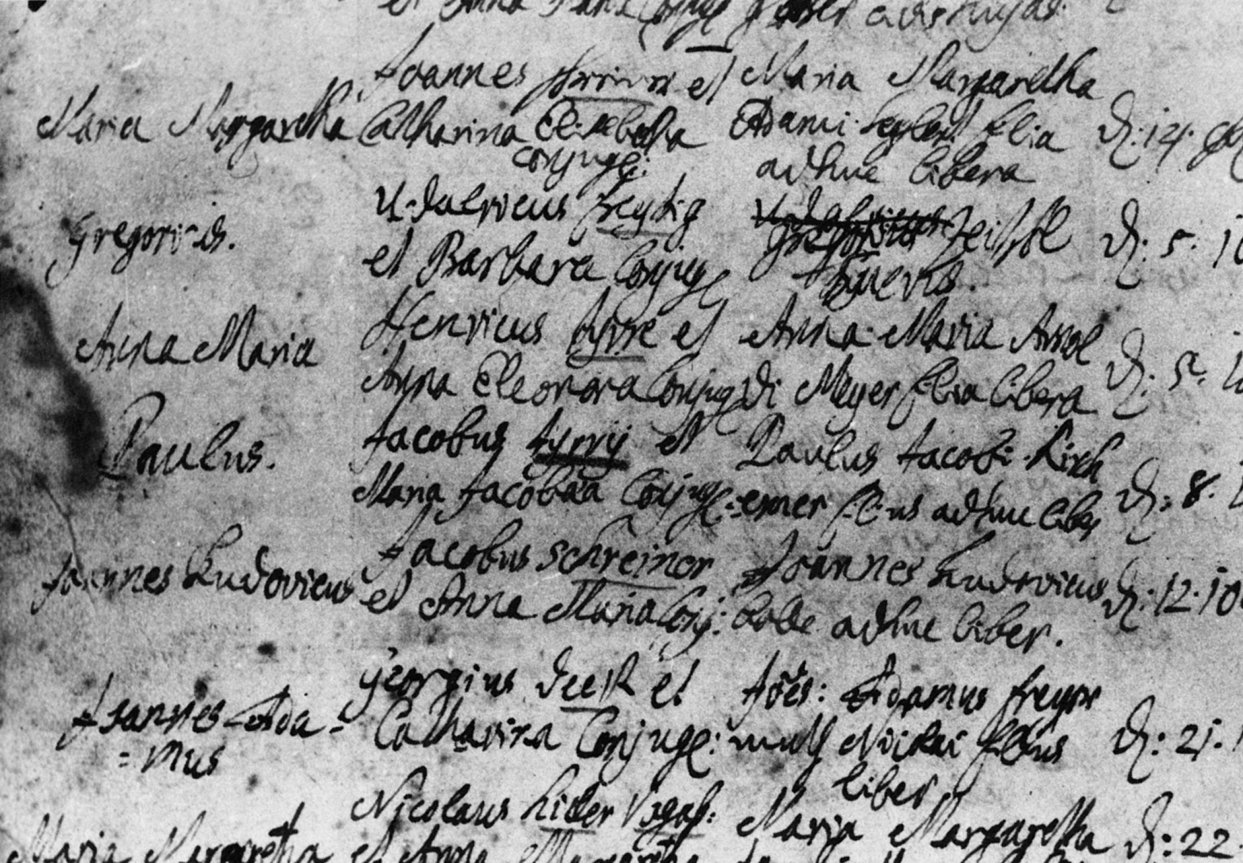
Certificato di battesimo del futuro barone d'Holbach

Più che i genitori, dei quali non si hanno che scarse notizie, per l'educazione e l'avvenire del futuro philosophe fu decisivo lo zio materno, Franciscus "Franz" Adam von Holbach. Costui, emigrato in Francia, si era notevolmente arricchito con fortunate speculazioni finanziarie, riuscendo a entrare nei ranghi della nobiltà nel 1720 (sotto la reggenza di Filippo II di Borbone-Orléans, dopo la morte di Luigi XIV) e a divenire, otto anni più tardi, barone dell'Impero. Non avendo figli, alla sua morte, avvenuta nel 1753, Franz Adam Holbach lasciò gran parte della sua fortuna e anche il titolo nobiliare al nipote, a cui da tempo aveva preparato un avvenire in terra di Francia. Lo aveva infatti condotto una prima volta a Parigi già a dodici anni, successivamente ne aveva favorito la formazione iscrivendolo alla facoltà di diritto dell'Università di Leida.
L'ambiente olandese, protestante ma, all'epoca, dopo gli accesi contrasti tra arminiani e gomaristi del secolo precedente, più tollerante di quello francese e tedesco, influenzò il futuro illuminista e materialista, favorendone un approccio non provincializzante e anticonformistico.
A Leida Paul Heinrich, madrelingua tedesco, insieme alle pandette e al diritto romano apprese l'inglese e perfezionò la conoscenza del francese, lingua quest'ultima che finì col divenire in seguito la sua abituale. La conoscenza dell'inglese, oltreché facilitargli importanti contatti personali, gli servì per ampliare il raggio delle sue letture e per le traduzioni di Thomas Hobbes e dei deisti inglesi. Alcune amicizie con inglesi (tra cui bisogna annoverare il poeta Mark Akenside e il futuro uomo politico John Wilkes) risalgono agli anni universitari trascorsi a Leida.
Dopo gli studi presso l'Università di Leida, trascorse il resto della sua vita in Francia. Divenne amico di Denis Diderot e fu uno dei maggiori collaboratori dell'Encyclopédie, alla quale contribuì, per lo più in modo anonimo, con centinaia di voci in diversi campi e discipline (la prevalente segretezza della sua partecipazione all'Encyclopédie è però soprattutto dovuta al suo contributo su molte voci riguardanti la politica e la religione). Il suo salotto sarebbe presto stato tra i più vivaci dell'epoca e gli incontri che vi si svolgevano attiravano molti tra gli uomini di cultura più in vista del tempo. Si trattava inoltre dell'unico salotto parigino diretto da un uomo.

### Matrimonio e morte precoce della moglie
Stabilitosi a Parigi nel 1749, dopo la fine della guerra di successione austriaca, vi ottenne la naturalizzazione francese il 10 settembre di quell'anno. Pochi mesi dopo, il 2 febbraio 1750, sposò la figlia di una cugina, anch'essa beneficata dallo zio Franz Adam Holbach e appartenente a una famiglia di ricca borghesia francese anch'essa nobilitata di recente. Il matrimonio con Basile-Geneviève d'Aine, questo il nome della sposa, contribuì a radicare ulteriormente in Francia d'Holbach. Nel 1753, come detto, aveva ufficialmente assunto il titolo di barone d'Holbach.
Per concorde testimonianza degli amici si trattò di un matrimonio d'amore, fatalmente funestato dalla morte precoce (avvenuta a soli 25 anni, il 27 agosto 1754) di Basile-Geneviève, che l'anno precedente aveva partorito al neo-barone un figlio, François-Pierre-Nicolas. Alessandro Verri, in una lettera da Parigi al fratello, raccolse voci che collegavano l'ateismo filosofico di d'Holbach a quest'esperienza luttuosa. «Mi vien detto che l'origine del sistema filosofico del Barone e del suo calore in sostenerlo venga originalmente dall'aver veduto morire la prima sua moglie […] fra gli orrori di un'eternità di tormenti… D'allora in poi è divenuto ateista furiosissimo…». Anche se un sistema filosofico non traduce mai soltanto il vissuto soggettivo del suo autore, indubbiamente l'esperienza della precoce e tribolata scomparsa della consorte può aver contribuito ad accrescere e ad alimentare i dubbi di d'Holbach circa la bontà divina e il significato del suo provvidenziale intervento nelle vicende umane, anche se pare che d'Holbach avesse manifestato scetticismo, se non ateismo, già precedentemente. Coloro che hanno voluto in seguito screditare il sistema del barone, utilizzarono anche i dati biografici per attaccare i ragionamenti di d'Holbach sui dogmi religiosi e gli attacchi alla teodicea sulla sofferenza umana facendoli risalire ad un presunto "risentimento".
(Paul Henri Thiry d'Holbach, Il buon senso, 78, "È assurdo chiamare «Dio di giustizia e di bontà» un essere che fa cadere tutti i mali, senza distinzione, sui buoni e sui cattivi, sugli innocenti e senza distinzione, sui buoni e sui cattivi, sugli innocenti e sui colpevoli; è pazzesco pretendere che gli infelici si consolino della loro sventura tra le braccia di colui che ne è il solo responsabile")
Holbach convolerà a seconde nozze già nell'ottobre del 1756, unendosi con la sorella minore di Basile-Geneviève, Charlotte-Suzanne d'Aine, forse non solo per sfuggire alla solitudine e reagire al dolore, ma anche nell'intento, rivelatosi presto vano, di trovare una nuova compagna il più possibile simile alla moglie defunta. Dalla seconda moglie Holbach ebbe un figlio (nato nel 1757) e due figlie (nate entrambe nel 1759, l'una all'inizio e l'altra alla fine dell'anno). Pur senza mai giungere a una definitiva rottura, dalle notizie desumibili dai «pettegolezzi» di Diderot nella sua corrispondenza con Sophie Volland, il secondo matrimonio del barone conobbe momenti di gelosia, di freddezza e noncuranza.
L'unico grande amore era stato quello tributato alla prima moglie. Del resto, dalle testimonianze rimasteci, il carattere di d'Holbach non era un carattere facile. Anche nei confronti di un grande amico come Diderot fu spesso «intrattabile», facendo non di rado scontare a chi godeva della sua proverbiale ospitalità i suoi improvvisi malumori, le sue ubbie di malato immaginario, ma anche, come nota Sebastiano Timpanaro, l'amarezza che nasceva «dallo sdegno che provava nello studiare la storia umana troppo piena di dolori e misfatti, “di atrocità dell'uomo e della natura”».

### Amicizie e collaborazione all'Encyclopédie
A Parigi d'Holbach aveva conosciuto Friedrich Melchior Grimm, un attivo intellettuale che, tramite la sua Corréspondance Littéraire, forniva ai potenti «illuminati» d'Europa periodiche informazioni sulla vita parigina e sulle sue correnti artistiche e culturali. Era un efficace diffusore delle idee degli enciclopedisti ma, soprattutto, aveva incontrato colui che sarebbe divenuto il suo amico più inseparabile, Denis Diderot, che lo coinvolse subito pienamente nell'impresa dell'Encyclopédie, della quale, nel 1751, era appena uscito il primo volume. Dal 1751 e fino al compimento della grande opera, d'Holbach scrisse per l'Encyclopédie centinaia di articoli (circa 438) contrassegnati nel secondo volume dalla sigla «– . –» e, più tardi, siglati da un solo trattino, ma anche molti altri articoli né firmati, né siglati, tuttora non tutti identificati con certezza.

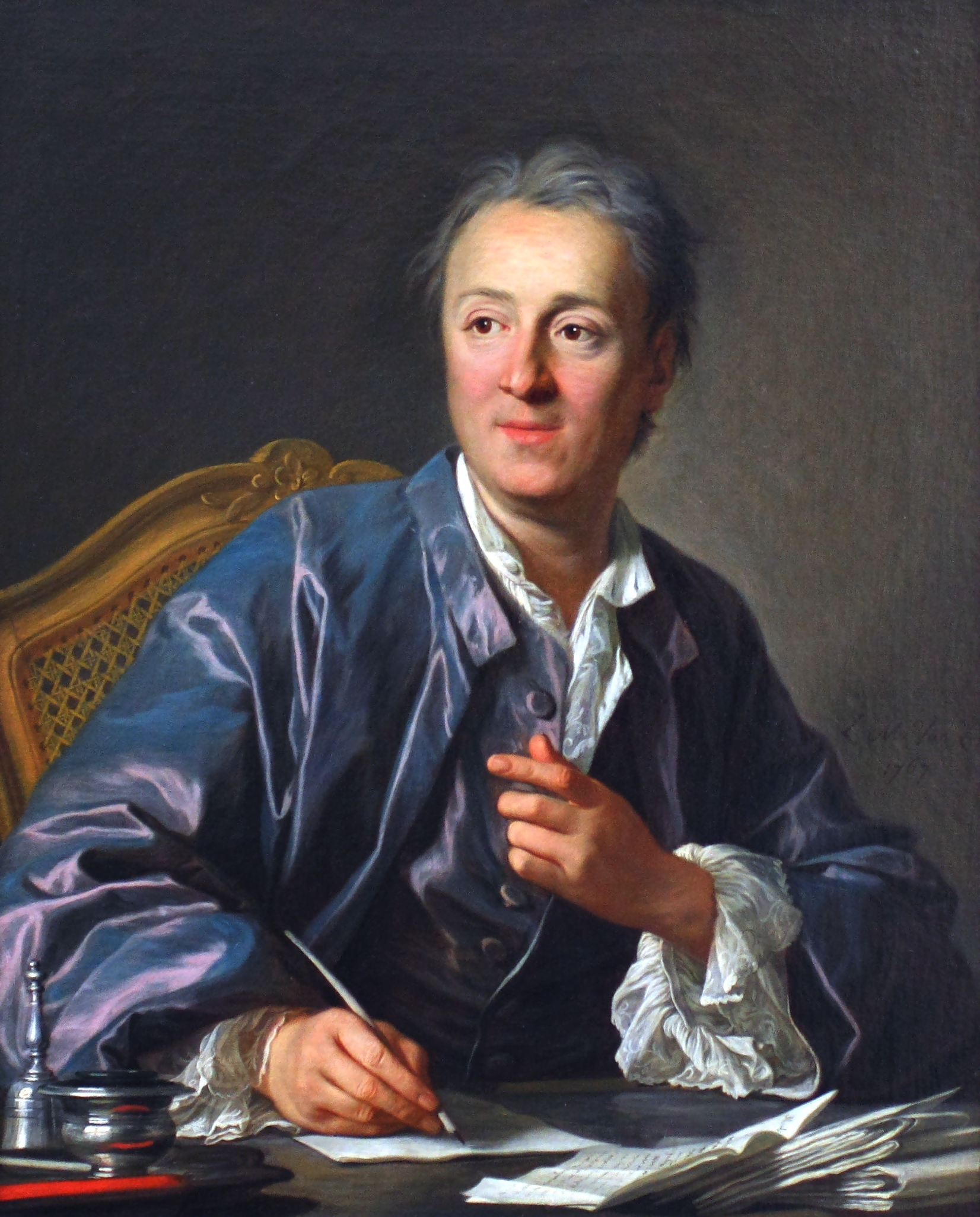
Denis Diderot

Nel primo periodo dell'Encyclopédie, ossia fino alla forzata sospensione del 1759, d'Holbach si impegnò nella redazione di voci dedicate alla chimica, alla mineralogia e alla geologia, utilizzando i suoi talenti di studioso e la sua padronanza delle lingue in un'opera di divulgazione dei risultati acquisiti, in particolare dai mineralogisti e chimici tedeschi (specialmente Georg Ernst Stahl). Se la chimica del flogisto di Stahl era destinata a ricevere un colpo mortale dalle scoperte di Lavoisier, dai suoi studi di chimica e mineralogia d'Holbach desunse comunque impulsi importanti per la strutturazione del suo materialismo, nel quale movimento ed energia risultano coessenziali alla materia al punto che non è né necessario, né possibile concepirli come «impressi» a una materia passiva e inerte da un agente spirituale o divino, come continuavano a ritenere, sia pure in modi assai diversi, cartesiani e newtoniani à la page. La materia in d'Holbach, come già in John Toland e Diderot, è di per sé «materia actuosa», ovvero materia viva e fonte essa stessa dell'energia che muove il cosmo e gli elementi che lo compongono. Non conoscendo meccanismi come l'evoluzione o la fisica quantistica, gli scienziati dell'epoca si basano su teorie di vitalismo e ilozoismo, come la generazione spontanea confutata poi da Lazzaro Spallanzani, teorie che vengono apprezzate e studiate come sostrato scientifico della filosofia anche dal barone.

### La campagna antireligiosa
Quando nel 1759, a seguito dello scandalo destato dalla pubblicazione dell'opera apertamente materialistica e antireligiosa di Claude-Adrien Helvétius De l'esprit, intervenne un generale inasprimento della censura e il potere politico revocò l'autorizzazione a pubblicare l'Encyclopédie, Diderot, abbandonato da D'Alembert, poté trovare in d'Holbach, oltreché in Louis de Jaucourt un collaboratore non solo deciso a sostenerlo nella sua caparbia volontà di portare a compimento l'impresa enciclopedica, ma anche intenzionato a radicalizzarne l'orientamento materialistico e antireligioso.
Per reagire agli attacchi da cui erano investiti i philosophes sui fronti più diversi (dai pulpiti al palcoscenico, ai parlamenti, alle gazzette in mano a giansenisti e gesuiti), d'Holbach utilizzò una duplice strategia in grado di eludere l'accentuata repressione della libertà di stampa che la monarchia assolutista e le fazioni clericali erano momentaneamente riuscite a imporre.
Da un lato fece del suo «salotto» un punto di incontro, di discussione e confronto tra diplomatici e intellettuali di stanza o di passaggio a Parigi, dando inizio ai suoi famosi ricevimenti, il giovedì e la domenica all'ora di pranzo nella sua casa di rue Royale Saint-Roch – oggi ubicata al numero 8 di rue de Moulins – o, nei periodi di villeggiatura, nel suo castello del Grandval, presso Sucy, a poche miglia da Parigi. D'altro lato scelse la strada delle pubblicazioni clandestine che permettevano di esprimere senza censure né autocensure il proprio pensiero in tutta chiarezza. Promosse dunque la pubblicazione di testi anonimi o pseudonimi, attribuendo per lo più il libro stampato clandestinamente, e con falsa indicazione di tempo e luogo di edizione, ad autori già defunti da tempo.

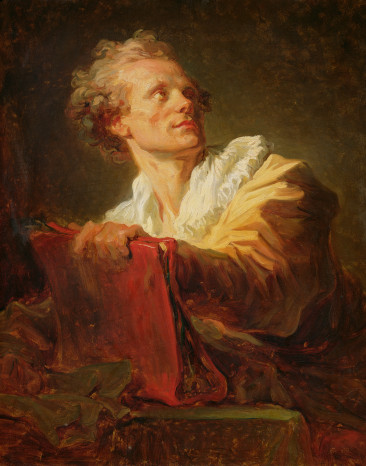
Ritratto di un giovane artista, di Jean-Honoré Fragonard, presumibilmente Jacques-André Naigeon

Se il procedimento non costituiva ovviamente una novità ed esisteva in tutta Europa, in particolare nei Paesi Bassi, Inghilterra e Francia, una vera e propria tradizione di «letteratura clandestina», nuova fu la coerenza e la determinazione con cui il barone perseguì il suo intento di distruzione del pregiudizio e dell'oscurantismo, il suo proposito di riforma antireligiosa e, sul terreno politico, la sua proposta antiassolutistica. Questa strategia implicava evidentemente un sacrificio della propria fama in vita: di molte opere di d'Holbach si è saputo solo dopo la sua morte e di altre si continua a discutere se siano integralmente sue o da lui solo promosse e ispirate e redatte invece dai suoi collaboratori, gli adepti di quella che venne chiamata la coterie d'Holbach, la «consorteria» segreta del barone che vide in Jacques-André Naigeon (1735-1810) il suo elemento più attivo, anticlericale e anticattolico convinto.

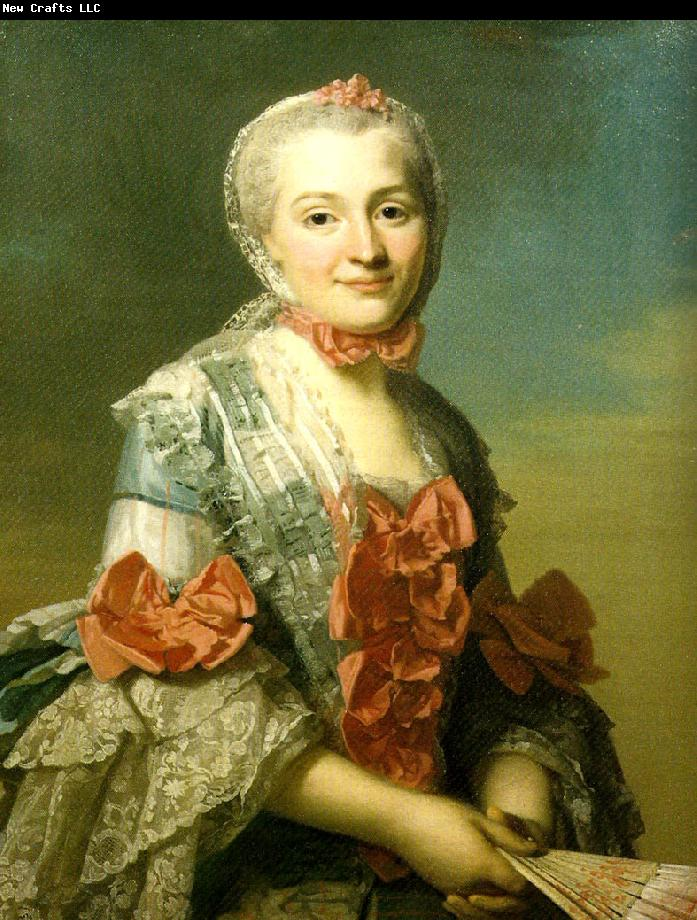
Charlotte-Suzanne d'Aine, la seconda moglie

Se il problema della costituzione di un corpus integrale delle opere di d'Holbach resta tuttora irrisolto, il problema attribuzionistico non merita di essere sopravvalutato. Anche se alcune sue pagine fossero state effettivamente ritoccate da Diderot o fossero state redatte da Naigeon, la sostanza della posizione ideologica di d'Holbach non cambia.
La rinuncia all'egotismo d'autore è del resto in d'Holbach scelta deliberata. Lo attesta senza ombra di dubbi la sua lettera del 27 aprile 1765, scritta nell'imminenza della ripresa della pubblicazione dell'Encyclopédie: «Le sigle in fondo agli articoli scompariranno e ciò sarà vantaggioso almeno per quelli che, come me, non possono avere che un'esistenza collettiva nella Repubblica delle Lettere».
L'anonimato fu dunque il prezzo che d'Holbach si risolse a pagare per non vedersi costretto a contrabbandare l'ateismo sotto finte professioni di fede teista. Dev'essere però sottolineato che da un certo momento in poi, quando si è concentrato sugli aspetti morali della sua filosofia, d'Holbach ha attenuato la sua professione di ateismo, arrivando addirittura a proporre ai cristiani di far propri alcuni principi etici da lui proposti.

### LaBoulangériein azione. D'Holbach e i fratelli Naigeon
Per la stampa e la diffusione clandestina dei «pasticcini» sfornati dalla sua «boulangérie» – così scherzosamente chiamava la «panetteria» holbachiana Diderot, in quanto sia lui, sia il barone avevano curato l'edizione di opere postume di Nicolas-Antoine Boulanger – d'Holbach poteva giovarsi dell'aiuto del fratello minore di Naigeon, «controllore dei viveri» a Sedan. Suo tramite i manoscritti inviati a tipografi olandesi, una volta stampati, venivano fatti rientrare in Francia ricorrendo agli espedienti più vari.
Se all'interno dell'amministrazione nell'ultimo periodo del regno di Luigi XV non mancavano connivenze e possibili complicità, tali comunque da permettere che l'edizione completa dell'Encyclopédie, nonostante ogni ostacolo, giungesse alla fine in porto, non bisogna dimenticare che il partito clericale manteneva intatta la sua forza, sia dai pulpiti, sia nei parlamenti, nei tribunali e sulle gazzette.
Chi veniva scoperto in possesso di libri holbachiani subiva severe condanne. Il ritrovamento di due copie del Cristianesimo svelato – il libro con cui d'Holbach aveva inaugurato la sua strategia clandestina – costò, nell'ottobre del 1768, la tortura e nove anni di carcere a un garzone di spezieria che ne aveva trattenuta una per sé e data l'altra al suo padrone, cinque anni di carcere al venditore clandestino e il manicomio a vita alla moglie di costui, ritenuta complice.

### Il 'salotto' di casa d'Holbach
Diversa era la funzione del «salon». I ricevimenti del barone non erano conciliaboli riservati ai soli materialisti e atei. Ospitavano ambasciatori e diplomatici dei più diversi stati europei, philosophes e intellettuali di diverse tendenze, dal cristianesimo rivissuto illuministicamente sulla falsariga del «cristianesimo ragionevole» di John Locke, al deismo di stampo volterriano, all'aperto materialismo ateo. Intellettuali di prima grandezza, ma certo non seguaci di Diderot e d'Holbach, come David Hume, l'abate Ferdinando Galiani, Cesare Beccaria, Benjamin Franklin, l'abbé Raynal, Adam Smith, Laurence Sterne, David Garrick e, per poco, Jean-Jacques Rousseau, poterono discutervi i più vari argomenti scientifici, filosofici e letterari in un contesto di grande apertura ideologica. Rousseau, notoriamente paranoico, abbandonò dopo diversi riavvicinamenti il salotto, definito da lui come una "cricca", dopo che d'Holbach (con Friedrich Melchior von Grimm) aveva spesso prestato denaro a Rousseau stesso, sostenendo che tramasse contro di lui assieme a Madame Levasseur (la madre di Thérèse Levasseur, compagna e futura moglie di Rousseau), Diderot e Grimm stesso. Orgoglioso del proprio essere "plebeo", Rousseau accusa d'Holbach di non comprenderlo, rifiutando spesso i suoi inviti, si sente umiliato dagli aiuti e risponde al barone dicendo "voi siete troppo ricco".
Quando poi nel 1765 l'Encyclopédie poté riprendere la pubblicazione e gli ultimi dieci volumi, che nel frattempo Diderot aveva continuato a predisporre per la stampa, uscirono tutti insieme, gli articoli più notevoli di d'Holbach non riguardavano più la chimica e la mineralogia, bensì i costumi di popoli extraeuropei, «selvaggi» o comunque esponenti di civiltà diverse da quelle europee-mediterranee di cui il barone prendeva in considerazione soprattutto i diversi culti e le varie concezioni religiose. Tra i lemmi più significativi attribuiti con certezza a d'Holbach si segnalano le voci «Preti», «Rappresentanti», «Teocrazia». Dalla collaborazione alla seconda fase dell'Encyclopédie emerge con chiarezza che l'impegno «etnologico» del barone nello studio delle religioni «primitive» mirava allo scopo di cercare in esse quel connubio di «paura e ignoranza» che costituisce ai suoi occhi il fondamento ultimo di ogni concezione antropo-teocentrica, un connubio che, a suo avviso, permaneva non scalfito nelle stesse religioni dei popoli cosiddetti civili, Cristianesimo incluso.

### Il viaggio in Inghilterra
Dal luglio al settembre del 1765 d'Holbach compì un viaggio in Inghilterra da cui trasse spunti critici che riversò nelle sue riflessioni politiche ulteriori. L'osservazione on field [sul campo] della vita politica inglese sarà ancora alla base delle «Riflessioni sul governo britannico» contenute nel Système social, una sua opera redatta otto anni più tardi. A fronte della diffusa anglomania, propagata già dal Voltaire delle Lettere inglesi, a fronte dell'esaltazione della «libera Inghilterra», paradigma di una forma equilibrata di governo contrapposto all'oppressione tipica dei regimi assolutistici prevalenti all'epoca nell'Europa continentale, d'Holbach notava che l'equilibrio politico che avrebbe dovuto garantire un'effettiva libertà era in gran parte fittizio: monarchia, nobili e clero costituivano de facto un'unica santa alleanza e i deputati della Camera bassa, non revocabili dai loro rappresentati, finivano di norma col farsi comprare o lasciarsi asservire dal blocco reazionario.

### Gli ultimi anni e le esequie religiose

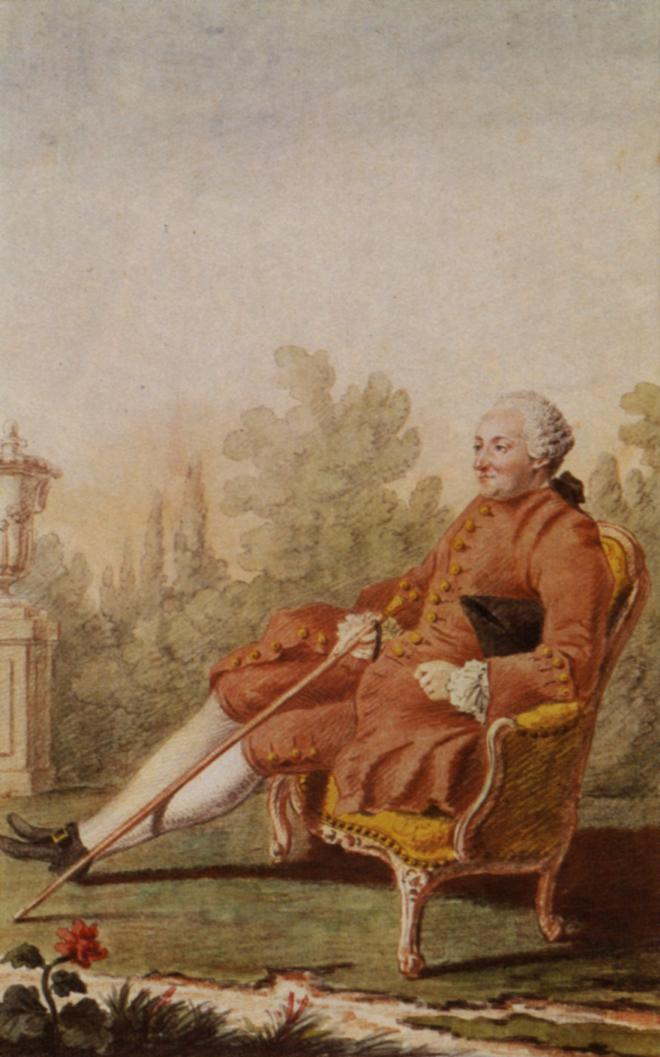
Paul Henri Thiry d'Holbach, ritratto di Louis Carmontelle (1717-1806)

Gli ultimi anni di d'Holbach coincisero con un progressivo deterioramento delle sue condizioni di salute e con la scomparsa di coloro che, accanto a lui, erano stati i protagonisti dell'illuminismo francese. Già nel 1777 un grave attacco di gotta e di nefrite lo aveva condotto a un passo dalla morte. Ce lo rivela Diderot che al comune amico Grimm scriveva: «A questo pericolo aggiungete la sua mezza cultura in fatto di chimica, medicina e farmacologia e un'impazienza di carattere che gli fa provare dieci farmaci in una sola mattinata». Nel 1771 era morto Helvétius, nel 1778 il patriarca Voltaire, nel 1783 D'Alembert. Nel 1784 morì anche Diderot, l'amico più caro e fedele. Il barone, a parte il salotto letterario, fece sempre una vita abbastanza ritirata (solo due immagini coeve lo ritraggono, un dipinto di Carmontelle del 1766 e uno di Roslin del 1785), accentuata negli ultimi anni, con la chiusura del salotto stesso.
D'Holbach si spense il 21 febbraio 1789, all'età di 66 anni. La clandestinità dei suoi scritti antireligiosi fece sì che non emersero obiezioni e ostacoli a esequie religiose: la sua sepoltura avvenne così nella chiesa parrocchiale di Saint-Roch (dove venne sepolto anche Diderot), costituendo l'ultimo atto del suo diuturno anonimato, quasi una forma di nicodemismo del XVIII secolo. Negli stessi giorni in Francia si stavano svolgendo le elezioni dei «rappresentanti» agli Stati generali. La tomba, come quelle di Diderot, Pierre Corneille e altri, non è più identificabile a causa dei danni causati da scontri e combattimenti durante la rivoluzione francese e dopo (1791, 1795 e 1815).
D'Holbach non fu testimone degli eventi che avrebbero trasformato la Francia e l'Europa, ma, per quanto anonimamente, il suo contributo alla causa della rivoluzione e dei diritti dell'uomo, Paul Henri Thiry, barone d'Holbach, non aveva certo mancato di recarlo.
Oltre ai figli, al barone sopravvissero l'amico intendente Naigeon, che portò avanti la sua eredità intellettuale e quella di Diderot, e la seconda moglie, deceduta nel 1814.

## Il pensiero
D'Holbach fu uno scrittore molto prolifico, ma mantenne spesso un velo di segretezza sulle proprie pubblicazioni a causa del loro carattere sovversivo e per mettersi al riparo di una censura dell'Ancien Régime estremamente efficace. La prima opera veramente caratteristica di d'Holbach, dopo la traduzione in francese di numerose opere scientifiche, può essere considerata Le Christianisme dévoilé (Il Cristianesimo svelato). Il libro fu pubblicato nel 1766, come opera postuma di Nicolas-Antoine Boulanger con la falsa datazione: Londra 1756. In questo testo d'Holbach esprime i convincimenti non solo anticlericali, bensì anticristiani maturati con l'approfondimento della conoscenza delle religioni «selvagge».
(da Il buon senso, 42)
Per d'Holbach il cristianesimo non costituisce quel progresso che pretende di rappresentare rispetto ai culti primitivi, presentandosi come unico detentore dell'unica rivelazione divina. Insieme ai mali propri della «barbarie» – evidenti nelle cruente e incruente persecuzioni secolari che il cristianesimo ha esercitato sui suoi «dissidenti» e su chi era di diversa fede e opinione, fossero anche gli ebrei da cui i cristiani avevano tratto il libro sacro e l'istituzione sacerdotale-ecclesiastica – il cristianesimo nell'alleanza con il platonismo stretta dai Padri della Chiesa, per d'Holbach aveva propagato una concezione del mondo spiritualistica che costituiva un ostacolo epistemologico notevole per chiunque intendesse studiare la natura iuxta propria principia (secondo i suoi principi propri) sulla base del lumen naturale o sano intelletto umano. Se nel Cristianesimo svelato permane qualche traccia deistica e sussiste qualche speranza di vedere dissociati i monarchi dal clero, il successivo libro (il Sistema della Natura, pubblicato in forma clandestina ma diffuso in proporzioni del tutto inedite, studiato dagli artigiani e dalle donne come dai savants in tutta l'Europa occidentale) parve non solo troppo ateo, ma anche eccessivamente anticristiano e antimonarchico addirittura a un lettore acuto e nemico dell'Infame come il più moderato deista Voltaire, che pure apprezzava lo stile di scrittura e la personalità del barone.

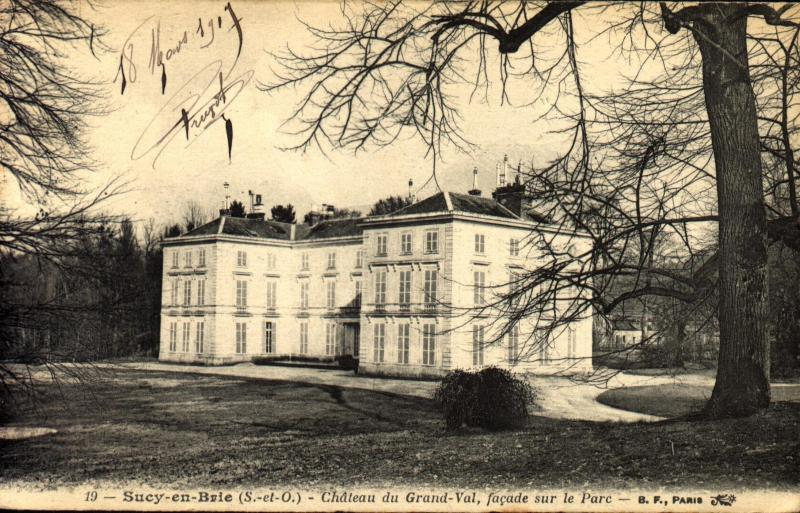
Lo Château du Grand-Val proprietà di Holbach, residenza di campagna del barone e sede estiva della sua coterie

Per Holbach la natura stessa malvagia del Dio ebraico-cristiano ne dimostra l'assurdità e l'inesistenza.
(Il buon senso, 66, "Inventando il dogma dell'eternità delle pene infernali, i teologi hanno fatto del loro Dio un essere detestabile, più malvagio del più malvagio tra gli uomini, un tiranno perverso, crudele senza alcuno scopo e per mero suo piacere")
Tra il 1766 e il 1770 Holbach fece piovere una vera e propria grandine di libri e libelli antireligiosi e anticlericali spesso tradotti dall'inglese. Tra di essi bisogna segnalare almeno La contagion sacrée (Il contagio religioso), le Lettres à Eugénie (Lettere a Eugenia), l'Histoire critique de Jésus-Christ (Storia critica di Gesù Cristo), la Théologie portative (Teologia portatile o dizionario abbreviato della religione cristiana), l'Essai sur les préjugés (Saggio sui pregiudizi, 1770). Come rileva il già citato Sebastiano Timpanaro, dal punto di vista storico-filologico d'Holbach non dimostra particolare vocazione o preparazione: i suoi testi conservano interesse soprattutto in quanto rivelano la progressiva maturazione nella sua mente di quelli che saranno i capisaldi della sua opera teoricamente più impegnativa, il Systeme de la Nature (Sistema della natura). Tuttavia il susseguirsi incalzante di traduzioni e pubblicazioni di carattere antireligioso, oltreché l'esigenza avvertita da d'Holbach di chiarire meglio a sé stesso determinati problemi-chiave, manifesta un chiaro intento «pratico»: la canalizzazione della battaglia dei philosophes in un preciso movimento di contrattacco rispetto alla reazione oscurantistica coagulatasi in occasione del caso Helvétius.

### IlSistema della naturaeIl buon senso
(Barone d'Holbach, Sistema della natura, tomo II, cap. III)
Nel 1770 a breve distanza l'una dall'altra comparvero due edizioni del Systeme de la Nature, con falso luogo di stampa (Londra) e sotto il nome di Jean-Baptiste Mirabaud, ripreso da un traduttore e polemista antireligioso deceduto da tempo, Jean-Baptiste de Mirabaud.
La paternità holbacchiana dell'opera sarà rivelata solo dopo la sua morte. Nel Sistema della Natura la rottura con il deismo diventa definitiva e irrecuperabile. Al contempo in d'Holbach si è definitivamente fatta strada la convinzione che assolutismo politico e oppressione clericale, anche se talora in apparente conflitto tra loro, sono sostanzialmente solidali e debbono quindi essere combattuti insieme. Secondo quanto scrive d'Holbach: «Senza la Corte la Chiesa quasi non può prosperare, lo Spirito Santo vola con un'ala sola. È a corte che in ultima istanza si decide l'ortodossia. Gli eretici sono sempre coloro che non pensano come alla corte. Le divinità di quaggiù regolano comunemente la sorte delle divinità di lassù. Senza Costantino Gesù Cristo sulla terra avrebbe fatto una assai magra figura».

Nel 1772 d'Holbach pubblica una sintesi del suo sistema, Le bon sens. Pur non introducendo innovazioni di rilievo rispetto al Sistema della natura, ne Il buon senso d'Holbach riesce a evidenziare i punti veramente nodali dell'opera maggiore, su uno sfondo polemico anche più vigoroso e coerente. Il libro fu considerato così pericoloso da parte della Chiesa cattolica, che ne fu anche messa all'indice la traduzione italiana del 1808: Il Buon Senso, ossia Idee naturali opposte alle soprannaturali; d'Holbach argomenta contro l'uso della religione come mezzo di controllo mentale e sociale su persone rese deboli dalle condizioni personali o dell'educazione ricevuta: 
(P.H.T. d'Holbach, Il buon senso, a cura di S. Timpanaro, Garzanti 1985, p.150)
Contemporaneamente al Buon senso d'Holbach curò anche il rilancio del materialista inglese del Seicento, Thomas Hobbes di cui tradusse l'importante Human Nature.

### La proposta etico-politica

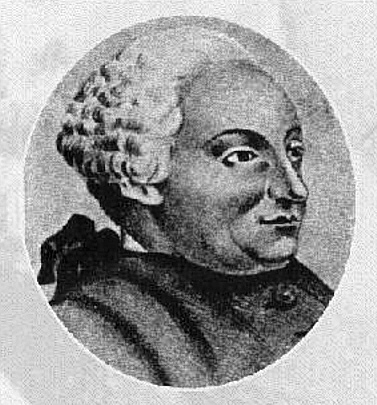
Stampa con riproduzione di ritratto del barone

Dal 1773 alla data della sua morte nel 1789, comincia l'ultima fase della produttività holbachiana, dedicata alla pars construens del suo sistema. Il barone passa dall'opera di demolizione dei pregiudizi religiosi alla proposta di un rinnovamento etico-sociale che si fonda su una concezione morale e politica decisamente laica, utilitarista e immanente, disegnando il progetto di una monarchia costituzionale parlamentare con uno stato sociale guidato dal razionalismo come nell'assolutismo illuminato.  D'Holbach rivendica inoltre la piena libertà di pensiero e di stampa, libertà di satira e di critica: nessuna condanna può essere comminata per reati d'opinione. «In politica» sostiene nella sua Etocrazia, «i sistemi stravaganti sono puniti a sufficienza dal disprezzo, dalla derisione e dall'oblio». Inoltre, pur sostenendo uno stato separatista fortemente laico e aconfessionale, rigetta l'ateismo di Stato e propone la piena libertà di culto nel privato (con eliminazione di ogni privilegio ecclesiastico), in quanto l'ateismo sarà diffuso solo con la propaganda culturale e l'educazione a partire dalle classi colte, poi con l'istruzione del popolo (i suoi libelli sono fatti per la massima circolazione in chiunque abbia un minimo di alfabetizzazione e comprensione, infatti erano diffusi anche fuori dai circoli nobiliari e intellettuali, tra i membri del Terzo Stato), ma senza imposizione. Già nel Buon senso sostenne che un re ateo e filosofo porterebbe più utilità allo stato di un sovrano religioso..
(da Il buon senso, 179, "Un re ateo sarebbe di gran lunga preferibile a un re molto religioso e molto malvagio, come tanti se ne vedono")
D'Holbach propone quindi che l'educazione del principe ereditario della corona francese cessi di essere prerogativa di precettori ecclesiastici e cortigiani, che instillandogli che egli è scelto da Dio per governare, lo educheranno al dispotismo verso i sudditi, per essere affidata invece alla «nazione».
Nazionale e pubblica dev'essere l'educazione di tutti i cittadini, in quanto tutto il popolo ha diritto ad essere istruito contro i tiranni e i preti nemici del sapere che lo hanno reso servo per secoli e secoli. La filosofia, la legge e l'onore sono per il barone un freno molto morale più forte che la religione.
D'Holbach pubblica in forma anonima nel 1773 La politique naturelle (La politica naturale) e il Système social (Sistema sociale) a cui si aggiungono nel 1776 La morale universelle (La morale universale) e l'Ethocratie (L'Etocrazia o «progetto di unione della morale con la politica»). Quest'ultima opera, dedicata al nuovo re di Francia, Luigi XVI, manifesta una qualche rinnovata speranza nelle potenzialità (auto)riformatrici della monarchia francese, dopo la fine del lungo regno corrotto e dissestato del suo predecessore. Del resto anche l'illuminista radicale d'Holbach non riesce a pensare a riforme che non provengano «dall'alto», che non provengano cioè dalla volontà di un potere sovrano illuminato dall'azione rischiaratrice dei philosophes. D'Holbach è estraneo a ogni progetto di riforma economico-sociale egualitaria. Pur riconoscendo la superiorità morale delle repubbliche, fondate à la Montesquieu sulla virtù, accetta la monarchia costituzionale con divisione dei poteri. Il potere legislativo per d'Holbach spetta ai «rappresentanti» (si veda la voce enciclopedica da lui dedicata al tema), ma sebbene non si esprima con piena chiarezza circa l'estensione del corpo elettorale, appare evidente che egli pensa a un suffragio assai largo in quanto considera come potenziali elettori non solo i ricchi o i privilegiati, ma anche chi lavori una terra di sua proprietà e in una certa misura anche coloro che si guadagnano da vivere con un lavoro che non sia quello del servo o del lacchè. L'assemblea parlamentare può riunirsi anche contro la volontà del re; i rappresentanti, a differenza di quanto d'Holbach aveva visto in Inghilterra, sono revocabili dai loro elettori. I ministri vengono eletti dall'assemblea e non scelti dal monarca: la divisione dei poteri coincide de facto con la preminenza del legislativo sull'esecutivo. Il diritto centrale della società che sta imborghesendosi, il diritto di proprietà, è conservato, ma vengono criticate con asprezza le usurpazioni monarchiche e nobiliari. Pur nobilitato di recente, il barone considera l'aristocrazia come una casta usurpatrice. Se l'optimum sarebbe la sua completa abolizione, per un buon funzionamento della società è comunque indispensabile quanto meno eliminare l'ereditarietà incondizionata dei titoli e privare delle prerogative nobiliari chi se ne sia reso indegno. D'Holbach è un risoluto avversario dei privilegi feudali: corvées, pedaggi e altre servitù vanno eliminate.
Un altro elemento caratterizzante il pensiero holbacchiano è il suo deciso antimilitarismo: le guerre di conquista sono espressione di barbarie in un'epoca che deve promuovere gli scambi commerciali, il monarca non può pretendere di dominare terre lontane (ovvero lo stato dev'essere nazionale, da qui la condanna dell'imperialismo e del colonialismo), i militari di carriera sono considerati un flagello non solo nei riguardi dei popoli che si accingono a soggiogare con la violenza delle armi, ma anche nei confronti dei loro compatrioti, in quanto utilizzati in caso di sommosse, proteste e sollevamenti popolari. Tranne il caso di guerre difensive d'Holbach prevede per i militari di truppa, preferibilmente volontari e non coscritti, una sorta di «servizio civile»: ovvero un impiego in lavori di pubblica utilità. In materia di giustizia d'Holbach si oppone alla venalità delle cariche ancor sempre presente nella Francia settecentesca, così come critica l'esasperante lentezza dei procedimenti giudiziari. In pieno accordo con le posizioni degli illuministi lombardi Cesare Beccaria e Pietro Verri. d'Holbach manifesta la sua netta avversione all'impiego della tortura, quale che sia il pretesto accampato per servirsene, come il ripudio della pena di morte, tranne che per i casi di omicidio premeditato ed efferato.
Nel suo determinismo il barone non imputa evidentemente il crimine alla per lui inesistente «libera volontà» degli individui, ma considera i delinquenti alla stregua di «malati» in taluni casi «incurabili» e dunque pericolosi al pari degli animali che siamo costretti ad abbattere e ad eliminare qualora divengano fonte di contagi letali (in questo analogamente a La Mettrie). Holbach è fatalista e non crede al libero arbitrio.
(da Sistema della natura)
Contro Voltaire, che ne Le Mondain aveva esaltato i vantaggi arrecati dal lusso alla società nel suo complesso, d'Holbach è ostile a ogni forma di «sciupio vistoso» e propugna una politica agraria fondata sulla ripartizione dei terreni tra il maggior numero possibile di piccoli proprietari. Diffidente anche nei confronti di un accentuato sviluppo del commercio, d'Holbach raccomanda la creazione di «opifici pubblici», cioè fabbriche di proprietà statale (idea che sarà fatta propria dai socialisti), in grado di contrastare la disoccupazione e la povertà, dimostrandosi quindi un sostenitore dell'economia mista, e non del laissez-faire o del liberismo, sostenuto da molti illuministi.
Al pari di Condorcet, d'Holbach è uno dei rari filosofi maschi dell'epoca disposto a rivendicare la parità di diritti, e quindi di educazione e di istruzione delle donne. Lui stesso monogamo, come John Milton rivendica il diritto al divorzio e, pur senza eccessive concessioni ad un ethos «animalistico», è convinto che l'insegnamento della storia naturale mostrando l'affinità dell'uomo con gli altri esseri sensibili, educherà l'umanità a una maggiore mitezza nei confronti delle bestie, consapevole per esperienza che chi tormenta gli animali non ha scrupoli neppure nel tormentare gli uomini. Egli osserva:

### Conclusioni generali

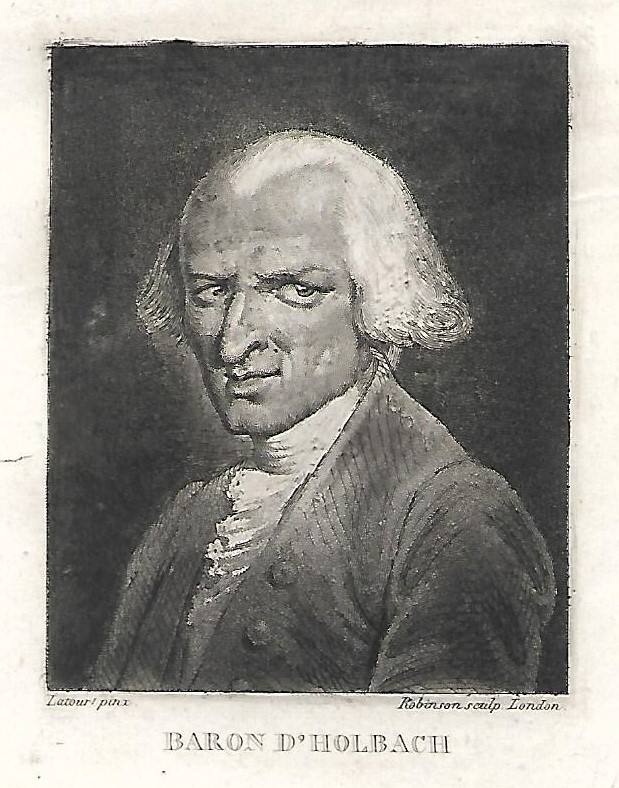
Ritratto del barone D'Holbach. Latour & Robinson (1835)

La sua opera più nota resta comunque il Sistema della natura (Système de la nature, ou des Lois du Monde Physique et du Monde Moral) (2 volumi, Londra 1770): in essa egli nega l'esistenza dell'anima e di qualsiasi proprietà o sostanza spirituale e sostiene che materia e moto formano il mondo, il quale è auto-creato, eterno e governato da un rigido determinismo, il quale giustifica ogni evento.
Secondo d'Holbach anche l'uomo è "un essere puramente fisico", sottoposto alla ferrea necessità (qua influenzato da Spinoza, Leibniz, Helvétius e Toland) che lega insieme tutti i fenomeni naturali col rapporto di causa ed effetto, e la sua materia è organizzata in modo tale da produrre il pensiero: le stesse facoltà intellettuali, pertanto, sono modi d'essere e di comportarsi risultanti dall'organizzazione del corpo umano. La libertà è una pura illusione, e con essa il libero arbitrio: in realtà l'uomo cerca ciò che ritiene utile al proprio benessere, secondo una sorta di legge fisica naturale ("la gravitazione dell'individuo su se stesso"). Questo è ciò che la ragione e l'esperienza ci dicono: pertanto le "verità" della religione (dall'esistenza di Dio all'immortalità dell'anima) sono sciocche superstizioni, mantenute in vita dagli interessi del clero che sfrutta l'ignoranza delle cause naturali.
(Paul Henri Thiry d'Holbach, Il buon senso, ossia idee naturali opposte alle soprannaturali; paragrafo 39)
D'Holbach esalta l'ateismo, concepito come primo gradino verso la virtù ("la vera virtù è incompatibile con la religione"): l'ateo conosce le leggi della natura e conosce la propria natura, sa ciò che essa gli impone e pertanto può seguirla, assecondando il proprio impulso verso la felicità. D'Holbach ritiene, pertanto, che non si debba condannare la ricerca del piacere e della felicità terrena, purché l'interesse singolo non contraddica l'interesse collettivo: la condotta di ognuno deve riuscire a conciliargli la benevolenza dei propri simili, necessaria alla sua stessa felicità, e pertanto dev'essere diretta all'utilità del genere umano. Il potere pubblico può e deve indurre gli uomini a seguire tali comportamenti attraverso incentivi e pene. Il presunto «Dio non ha potuto rendere la natura umana esente dal peccato, non ha il diritto di punire l'uomo», i miracoli sono falsi o il fatto che vi siano stati dei martiri non indica la verità di ciò in cui credevano; né la credenza in un'altra vita è consolante per il barone, poiché per vivere secondo la religione è necessario rinunciare a questa, e secondo la teologia la maggioranza degli uomini è comunque condannata a errare e finire in un inferno eterno (Dio è paragonato a un re che costringe i sudditi a giocarsi la vita ad un gioco d'azzardo coi dadi in cui vincere è quasi impossibile) al che è più soddisfacente credere nel materialismo, che per lui non è rozza materialità e non squalifica l'uomo.
(Il buon senso, 106)
(Il buon senso, 108, "È falso che il dogma dell'altra vita sia consolante; e, fosse anche consolante, non si può trarne la conclusione che sia vero")

Alla fine del Sistema della natura, d'Holbach innalza una sorta di invocazione alla natura e alle sue virtù, diversa sia dagli intenti di Rousseau e dalla preghiera a Dio con cui Voltaire conclude il suo Trattato sulla tolleranza:
Il materialismo ateo di d'Holbach, pertanto, a differenza da quello di Julien Offray de La Mettrie o del marchese de Sade, è mosso da un interesse etico - politico. Egli, coerentemente, si impegnò in battaglie politiche, come quella per l'abolizione dei privilegi ereditari di classe, e vagheggiò l'attuazione di una "etocrazia", versione originale di uno stato utilitaristico.
Per d'Holbach il conflitto sociale deriva unicamente dal fatto che i vari gruppi sociali non conoscono i loro veri interessi, in quanto tali armonizzabili.

## Eredità
D'Holbach influenzerà, postumo, grandi pensatori come Nietzsche, Marx, Feuerbach, Charles Darwin, Leopardi e altri.
Tra i rivoluzionari francesi, Holbach riscuoteva simpatie tra i Cordiglieri mentre i Giacobini erano più spiccatamente rousseauiani e i Girondini si rifacevano più a Voltaire e agli enciclopedisti moderati (del Club era membro Condorcet). Tra i moderati, più vicino al barone era Honoré Gabriel Riqueti de Mirabeau.
In particolare tra i cordiglieri ammiravano il barone, specialmente per le sue proposte politiche più che religiose, i due "Indulgenti" Georges Jacques Danton e Camille Desmoulins, e l'editore dell'Ami du peuple Jean-Paul Marat. Alle sue idee religiose (e a quelle di Meslier) si rifecero in maniera più radicale e violenta Jacques-René Hébert, Joseph Fouché, Pierre-Gaspard Chaumette, Anacharsis Cloots, Collot d'Herbois, e più fedelmente numerosi idéologues del periodo moderato dopo la fine del governo dei Montagnardi, che ammiravano sia il barone che Helvétius, Diderot e La Mettrie. Influenzò, con Meslier e gli enciclopedisti, anche Sylvain Maréchal.
Nel 1792, in piena rivoluzione, venne pubblicata la prima versione completa del Testamento di Jean Meslier (precedentemente pubblicato solo in forma tagliata a cura di Voltaire) a cui l'editore unì il Buon senso di d'Holbach, senza specificare l'autore. Per quasi un secolo la maggioranza della critica attribuì entrambe le opere a Meslier. Durante il Direttorio, per combattere nuovamente diffusione del cattolicesimo, il governo finanziò la stampa e la diffusione nei dipartimenti del testo holbacchiano La Contagion sacrée ou Histoire naturelle de la superstition, a nome Mirabaud (come il Sistema della natura). A partire dagli anni 1790, Naigeon cominciò a rettificare la reale paternità delle opere. Durante gli ultimi anni della rivoluzione d'Holbach fu conosciuto pubblicamente come l'autore del celebre Système. Dai primi decenni del XIX secolo, e completamente nel XX per quanto riguarda Le bon sens, il nome del barone, alla sua morte famoso solo per il Tableau  des saints e per gli articoli scientifici dell'Enciclopedia, era ormai noto.
L'ex collaboratore di Holbach, Naigeon, durante la Rivoluzione simpatizzò per le iniziative più anticlericali e antireligiose, forse per la scristianizzazione della Francia, e criticò Robespierre per aver istituito l'effimera religione di Stato deista del Culto dell'Essere Supremo nel giugno 1794 (facendo sue le critiche di Rousseau, il rivoluzionario giacobino diceva "l'ateismo è aristocratico"). In articoli usciti dopo il Termidoro, deplorò gli esiti sanguinosi del Regime del Terrore, continuando al tempo la curatela delle opere di Diderot e d'Holbach.

## Holbach nella cultura di massa
Il barone condusse una vita esemplare sotto il profilo morale, che probabilmente ispirò il personaggio di M. de Wolmar, lo scettico altruista della Nouvelle Héloïse di Jean-Jacques Rousseau.
Il personaggio romanzato di Holbach è presente anche nell'opera teatrale su Diderot Il libertino (1997) di Éric-Emmanuel Schmitt, il quale ispirò l'omonimo film del 2000 di Gabriel Aghion; l'ambientazione è nella casa di campagna dove un giovane Diderot rappresenta un illuminista radicale e gaudente, assai simile al tipo di personaggio solitamente rappresentato da Giacomo Casanova. Il barone è un personaggio secondario che è invece raffigurato come un simpatico intrattenitore, nonché uno stravagante inventore di curiose macchine tra cui un Piganino (un pianoforte immaginario in cui il suono si ricava da dei maiali di diverse dimensioni).

## Opere
- Il sistema della natura, a cura di A. Negri, Utet, Torino, 1978;
- L'Etocrazia, a cura di L. Tundo, Milella, Lecce 1980;
- Il buon senso, a cura di S. Timpanaro, Garzanti, Milano, 1985;[27]
- Saggio sui pregiudizi o l'influenza delle opinioni sui costumi e sulla felicità degli uomini, a cura di D. Iasio, Guerini e Associati, Milano 1993;
- Elementi di morale universale o catechismo della natura, a cura di V. Barba, Biblioteca Universale Laterza, Bari 1993;
- La teologia portatile o Dizionario abbreviato della Religione Cristiana, a cura di T. Cavallo, Lapsus, Pisa 1999, nuova edizione, Gammarò, Sestri Levante 2009;
- Lettere a Eugénie o antidoto contro i pregiudizi, a cura di C. Pietroni, L'Orecchio di Van Gogh, Ancona, 2009;
- Saggio sull'arte di strisciare ad uso dei Cortigiani, Il Melangolo, Genova 2009;
- La Morale Universale, a cura di M. Vadori, Youcanprint, Tricase, Lecce, 2018.[28]
- Il cristianesimo svelato. Analisi dei principi e degli effetti della religione cristiana, a cura di C. Tamagnone e F. Virzo, Diderotiana Editrice, 2017
- L’infezione del sacro, a cura di C. Tamagnone e F. Virzo, Diderotiana Editrice, 2017